# NK GOŠK Gabela
Der NK GOŠK Gabela (Gabela Jugend Sport Verein) ist ein Fußballverein aus Gabela in Bosnien und Herzegowina.
Der Verein wurde 1919 gegründet und zählt zu den ältesten Vereinen in Bosnien und Herzegowina. Derzeit spielt der Verein in der höchsten Liga Bosniens, der Premijer Liga mit.

## Spieler
- Andrija Anković (195?), spielte unter anderem bei Hajduk Split und dem 1. FC Kaiserslautern.
- Nikica Jelavić (199?–2002), Spieler beim SK Rapid Wien.